# 恩斯廷根
恩斯廷根是德国巴登-符腾堡州的一个市镇。总面积31.51平方公里，总人口5233人，其中男性2600人，女性2633人（2011年12月31日），人口密度166人/平方公里。